# Coleophora spumosella
Coleophora spumosella là một loài bướm đêm thuộc họ Coleophoridae. It has a disjunct distribution and được tìm thấy ở Pháp, Thụy Sĩ, Tây Ban Nha, Ý, Croatia and miền nam Nga.
Ấu trùng ăn Astragalus, Dorycnium pentaphyllum, Medicago and Ononis species. Ấu trùng có thể tìm thấy from autumn đến tháng 4.